# Джун Гевок
Еллен Евенджелайн Говік, відома як Джун Гевок (англ. June Havoc; 8 листопада 1912 — 28 березня 2010) — американська акторка, танцюристка, сценаристка і театральна режисерка, молодша сестра «королеви бурлеску» Джипсі Рози Лі.

## Біографія
Народилася в канадському місті Ванкувер 8 листопада 1912 року в родині Джона Олафа Говік, рекламника в газеті, і його дружини Роуз Томпсон Говік. Кар'єра Еллен почалася ще в юності, слідом за її старшою сестрою Роуз Луїс Говік, яка була відома під псевдонімом Джипсі Роза Лі. Ще в 1918 році Еллен з'явилася в епізодичній ролі в одному з німих фільмів.
Після розлучення батьків вона з сестрою стала заробляти гроші, беручи участь у водевілях, де вони виконували різні танцювальні номери. На одній з таких вистав Еллен познайомилася з артистом Боббі Рідом, після чого покинула шоу і таємно оформила з ним шлюб. У 1930 році, через рік після весілля, народила дочку Ейпріл Рід. Після розлучення була ще двічі одружена і розлучена.
Її дебют на Бродвеї, вже під ім'ям Джун Гевок, відбувся в 1936 році в постановці «Заборонена мелодія». Після ще пари ролей на театральних сценах вона переїхала в Голлівуд. У 1940-х роках Гевок з'явилася в картинах «Моя сестра Ейлін» (1942), «Не час для кохання» (1943), «Привіт, Діддлі, Діддлі» (1943), «Мільйони Брюстера» (1945), «Джентльменська угода» (1947), а також в «Залізній завісі» (1948).
У той же час Джун Гевок залишалася активною і на Бродвеї, де продовжувала грати до 1983 року. З кінця 1950-х вона також почала з'являтися на телебаченні, де в 1960-х навіть вела власне, хоча і недовговічне, телешоу.
Джун Гевок успішно показала себе і як сценаристка і театральна режисерка. Вона є співавторкою кількох театральних постановок і фільмів. У 1964 році Гевок була висунута на премію «Тоні» в номінації Найкращий режисер за постановку «Марафон'33», в якій також виступила і як сценаристка.
У 1980 році вона з'явилася в невеликій ролі в музичному фільмі «Музику не зупинити», який провалився в прокаті. Останній раз на екранах вона з'явилася в 1990 році в телесеріалі «Головний госпіталь».
У 2003 році театр Ебінгдон у Нью-Йорку був перейменований на її честь. Джун Гевок є володаркою двох зірок на Голлівудській алеї слави: за внесок у кіно і телебачення.
Джун Гевок померла вранці 28 березня 2010 року в своєму будинку в містечку Вілтон у штаті Коннектикут у 97-річному віці.

## Фільмографія
1. 1947: Джентльменська угода / Gentleman's Agreement/Елейн Велс
2. 1948: Коли моя крихітка посміхається мені / When My Baby Smiles at Me/Гассі Еванс
3. 1977: Приватні файли Джона Едгара Гувера / The Private Files of J. Edgar Hoover/мати Гувера
4. 1987: Повернення до Салемз Лоту / A Return to Salem's Lot/тітка Клара